# Leonard Frey
Leonard Frey (Brooklyn, 4 settembre 1938 – New York, 24 agosto 1988) è stato un attore statunitense.

## Biografia
Dopo il college, dove studiò per diventare pittore, frequentò i corsi di recitazione alla prestigiosa Neighborhood Playhouse di New York City, sotto la supervisione di Sanford Meisner, e decise di proseguire la sua carriera in teatro. Nel 1968 conquistò il favore della critica per la sua interpretazione di un gay nella commedia off-Broadway The Boys in the Band. Egli stesso era omosessuale, e morirà per le conseguenze dell'AIDS. Con i componenti del cast originale della commedia, Frey apparve nella versione cinematografica, intitolata Festa per il compleanno del caro amico Harold (1970) e diretta da William Friedkin.
Frey fu candidato nel 1975 al Tony Award al miglior attore non protagonista in uno spettacolo per il suo ruolo in The National Health. Ottenne altri riconoscimenti in The Time of Your Life (1969), Beggar on Horseback (1970), La dodicesima notte (1972), e Quel signore che venne a pranzo (1980).
Grazie al numero Miracle of Miracles in Il violinista sul tetto (1971), Frey ottenne la candidatura al premio Oscar al miglior attore non protagonista per il ruolo di Motel il sarto. 
Frey apparve inoltre in numerose serie televisive, tra le quali Hallmark Hall of Fame, Medical Center, The Mary Tyler Moore Show, La famiglia Bradford, Quincy, Cuore e batticuore, Barney Miller, Moonlighting e La signora in giallo.

## Filmografia parziale

### Cinema
- Le incredibili avventure del signor Grand col complesso del miliardo e il pallino della truffa (The Magic Christian), regia di Joseph McGrath (1969)
- Festa per il compleanno del caro amico Harold (The Boys in the Band), regia di William Friedkin (1970)
- Dimmi che mi ami, Junie Moon (Tell Me That You Love Me, Junie Moon),  regia di Otto Preminger (1970)
- Il violinista sul tetto (Fiddler on the Roof), regia di Norman Jewison (1971)

### Televisione
- Il meglio del west (Best of the West) - serie TV, 22 episodi (1981-1982)
- La moglie di Boogedy (Bride of Boogedy), regia di Oz Scott – film TV (1987)
- La signora in giallo (Murder, She Wrote) - serie TV, episodio 3x17 (1987)

## Doppiatori italiani
- Renato Campese in Festa per il compleanno del caro amico Harold
- Gianfranco Bellini in Il violinista sul tetto

## Riconoscimenti
Premi Oscar 1972 - Candidatura all'Oscar al miglior attore non protagonista per Il violinista sul tetto